# Перето
Перето (італ. Pereto) — муніципалітет в Італії, у регіоні Абруццо, провінція Л'Аквіла.
Перето розташоване на відстані близько 55 км на схід від Рима, 45 км на південний захід від Л'Акуїли.
Населення — 701 особа (2014).
Щорічний фестиваль відбувається 23 квітня. Покровитель — святий Юрій.

## Демографія
Населення за роками:

Станом на 1 січня 2023 року в муніципалітеті офіційно проживало 18 іноземців з 10 країн, серед них 7 громадян країн Євросоюзу та 3 громадяни України.

## Сусідні муніципалітети
- Каппадоча
- Карсолі
- Орикола
- Рокка-ді-Ботте
- Тальякоццо